# James Edward Moore
James Edward Moore (New Bedford, 29 de noviembre de 1902-Washington D. C., 28 de enero de 1986) fue un general de cuatro estrellas del Ejército de los Estados Unidos que se desempeñó como Alto Comisionado de las Ryūkyū de los Estados Unidos después de la Segunda Guerra Mundial.
Moore, graduado de la promoción de West Point de 1924 y de la Escuela de Comando y Estado Mayor de Fort Leavenworth, Kansas, se convirtió en ayudante de campo del general de brigada William H. Simpson en noviembre de 1940. Posteriormente sirvió como jefe de Estado Mayor de Simpson en las 30.ª y 35.ª Divisiones de Infantería, el XII Cuerpo y los ejércitos Cuarto y Noveno. Fue jefe de Estado Mayor del Noveno Ejército durante sus campañas en el teatro de operaciones europeo en 1944-1945.
Después de la guerra, fue comandante general del IX Cuerpo de 1955 a 1958, subjefe de Estado Mayor del Ejército para Operaciones de 1958 a 1959 y jefe de Estado Mayor del Cuartel General Supremo de las Potencias Aliadas en Europa hasta su jubilación en junio de 1963.

## Primeros años de vida y carrera
James Edward Moore nació en New Bedford, Massachusetts, el 29 de noviembre de 1902, el mayor de cinco hijos de James E. y Mary Daly Moore. Su padre murió cuando él tenía dieciséis años. En la escuela secundaria, organizó y comandó la unidad del Cuerpo de Entrenamiento de Oficiales de Reserva (ROTC), se especializó en fútbol americano, dirigió el equipo de baloncesto, estuvo en el equipo de debate y fue presidente de su clase durante los cuatro años.

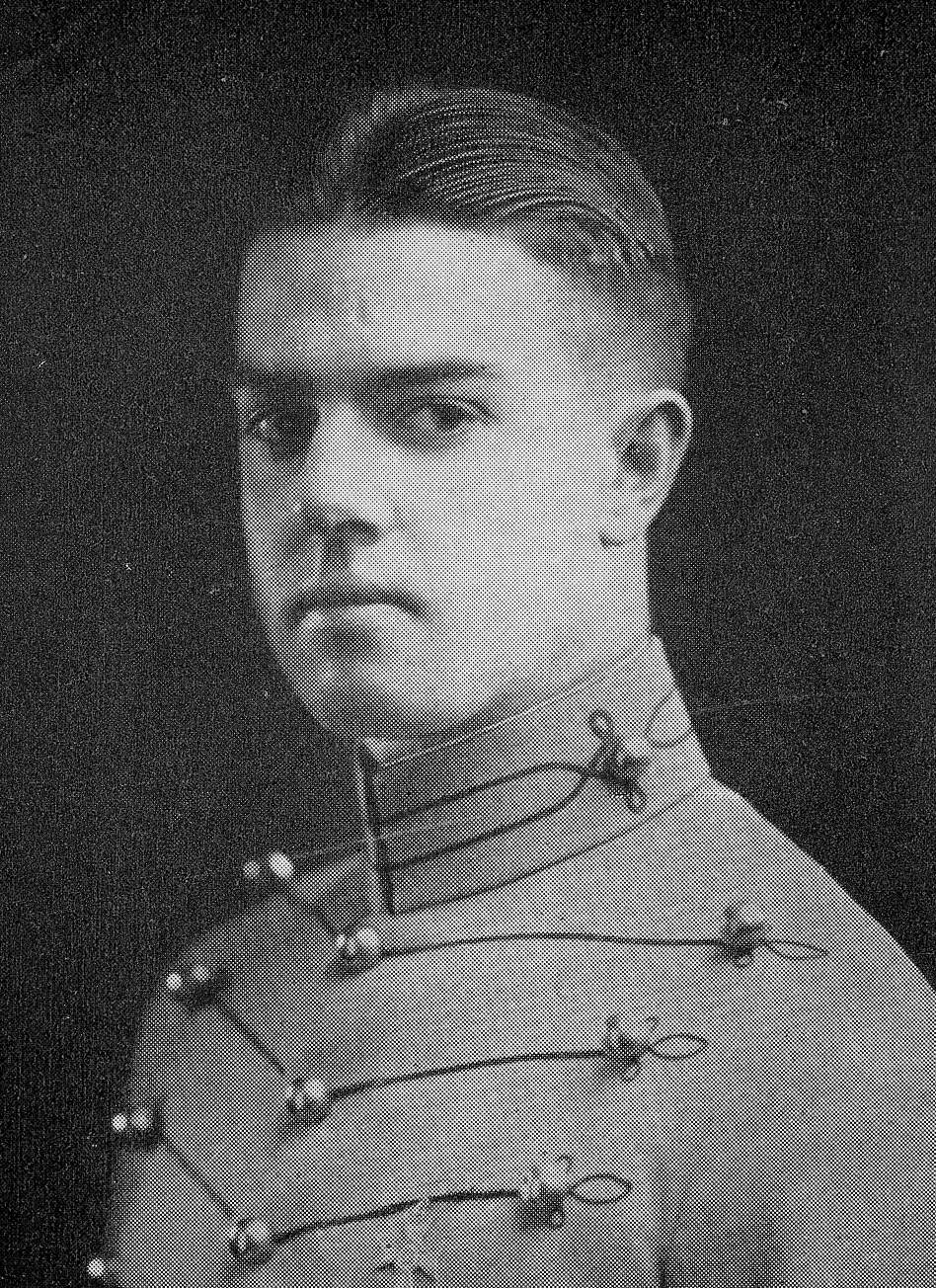
En West Point en 1924.

Moore ingresó en la Academia Militar de los Estados Unidos en West Point, Nueva York, el 7 de julio de 1920. Como cadete de segundo año, fundó un periódico para cadetes y escribió y dirigió el espectáculo nocturno número 100, una celebración tradicional que se llevaba a cabo cuando a los cadetes de primer año les faltaban 100 días para graduarse. Se graduó el 12 de junio de 1924, ocupó el puesto 155 en su promoción y fue nombrado subteniente de infantería.
Para su primera asignación, Moore fue destinado al 5.º Regimiento de Infantería en Fort McKinley, Maine. En junio regresó a casa para casarse con Mildred Lindberg, su novia del instituto. Tuvieron tres hijos: las hijas Patricia y Mary, y un hijo, James Edward Moore Jr.. En 1927, fue enviado a Filipinas, donde sirvió en el 31.º Regimiento de Infantería en Fuerte de Santiago. Fue ascendido a teniente primero el 9 de junio de 1929 y poco después regresó a los Estados Unidos, donde se convirtió en comandante de compañía en el 10.º Regimiento de Infantería en Fort Thomas, Kentucky.
Desde septiembre de 1932 hasta mayo de 1933, Moore asistió a la Escuela de Infantería en Fort Benning, Georgia. Luego fue enviado a China, donde sirvió en el 15.º Regimiento de Infantería, que tenía su base en Tientsin. Aprovechó la oportunidad para visitar Mongolia y Japón.  Fue ascendido a capitán el 1 de agosto de 1935. Regresó a los Estados Unidos en junio de 1937 y tras un período de licencia, se unió a la 2.ª Brigada en septiembre. Asistió a la Escuela de Comando y Estado Mayor en Fort Leavenworth, Kansas, del 12 de agosto de 1937 al 20 de junio de 1938, y luego se convirtió en comandante de compañía en el 29.º Regimiento de Infantería y luego en el 38.º Regimiento de Infantería en Fort Sill, Oklahoma, el 30 de julio de 1938.

## Segunda Guerra Mundial

### Formación en los Estados Unidos
El 30 de noviembre de 1940, Moore se convirtió en ayudante de campo del general de brigada William H. Simpson, comandante asistente de la 2.ª División de Infantería, de la que formaba parte el 29.º Regimiento de Infantería. Simpson sería un oficial con el que estaría asociado durante los próximos años. Moore fue ascendido a mayor en el Ejército de los Estados Unidos en tiempos de guerra el 31 de enero de 1941. El 12 de abril fue trasladado al Estado Mayor del Departamento de Guerra en Washington D. C., donde trabajó en la Rama de Planificación Legislativa y Presupuestaria. Su rango de mayor en la Rama de Infantería adquirió importancia el 12 de junio y fue ascendido a coronel el 6 de enero de 1942.
En marzo de 1942, cuando Estados Unidos participaba en la Segunda Guerra Mundial, Moore se convirtió en jefe de personal de la 35.ª División de Infantería en el Campamento San Luis Obispo, California. Esto lo reunió con Simpson, quien era el comandante de la división. El puesto llegó con un ascenso a coronel en el ejército de los Estados Unidos el 4 de marzo, porque el Jefe de Estado Mayor del Ejército de los Estados Unidos, general George C. Marshall, había instituido una política que obligaba a los oficiales regulares a asumir el cargo de jefe de Estado Mayor de una división de la Guardia Nacional del Ejército tendría ese rango para garantizar la antigüedad sobre los oficiales de la Guardia Nacional en su personal.
Moore y Simpson fueron transferidos abruptamente a la 30.ª División de Infantería en Fort Jackson, Carolina del Sur, el 22 de mayo de 1942. La división había tenido un mal desempeño durante las maniobras de Carolina en 1941, y los tenientes generales Hugh Drum, Ben Lear y Lesley McNair habían recomendado el relevo del comandante de la división, el general de división Henry D. Russell. Era pariente del senador Richard Russell Jr., por lo que el relevo era políticamente delicado. La división estaba en malas condiciones, acababa de ser reorganizada, y un gran número de traslados dejaron su fuerza en menos de 3.000 hombres. Simpson relevó a todos los comandantes de regimiento. Moore recibió la Legión al Mérito por su trabajo con el personal de la división. Simpson asumió el mando del recién formado XII Cuerpo en agosto de 1942, pero Moore permaneció en la 30.ª División de Infantería hasta el 10 de agosto de 1943, cuando se reincorporó a Simpson como jefe de personal del XII Cuerpo.

### Jefe de Estado Mayor del Noveno Ejército
El 13 de octubre de 1943, Simpson asumió el mando del Cuarto Ejército de los Estados Unidos y Moore lo acompañó como jefe de personal. El cuartel general del Cuarto Ejército estuvo inicialmente en San José, California, y funcionó como un ejército de entrenamiento. En busca de más espacio para oficinas, el cuartel general se trasladó al Presidio de Monterey, California, el 1 de noviembre, y luego al Fuerte Sam Houston, Texas, en enero de 1944, cuando se hizo cargo de la misión de entrenamiento del Tercer Ejército de los Estados Unidos. que se había trasladado al extranjero. A principios de 1944 llegó más personal, lo que permitió dividir el Cuarto Ejército en un ejército de entrenamiento (el Cuarto) y un cuartel general que se desplegaría en el extranjero, el Octavo, que se activó el 5 de mayo de 1944. Simpson, Moore y la mayor parte del personal pasaron a formar parte del cuartel general del Octavo Ejército. Moore formó parte del grupo de avanzada del cuartel general que voló al Reino Unido el 11 de mayo, donde Simpson se reunió con el comandante del Teatro de Operaciones Europeo del Ejército de los Estados Unidos, general Dwight D. Eisenhower. A petición de Eisenhower, el Octavo Ejército fue redesignado como Noveno Ejército de los Estados Unidos para evitar confusión con el Octavo Ejército británico. El cuerpo principal del cuartel general del Noveno Ejército se embarcó hacia el Reino Unido en el transatlántico RMS Queen Elizabeth el 22 de junio.
El cuartel general del Noveno Ejército se trasladó a Francia en agosto y entró en actividad como parte del 12.º Grupo de Ejército del teniente general Omar Bradley el 5 de septiembre, cuando asumió el mando de las fuerzas estadounidenses en Bretaña de manos del Tercer Ejército del teniente general George S. Patton Jr.. La primera tarea de Simpson fue la captura de Brest. Había suficientes piezas de artillería en la zona pero no suficiente munición, especialmente para las piezas más pesadas. En un período de dos semanas, 40 000 toneladas largas (40 641,9 t) de munición de artillería procedente de depósitos de Normandía y del Reino Unido. La batalla comenzó el 8 de septiembre y después de muchos duros combates la ciudad fue liberada el 20 de septiembre de 1944.
El cuartel general del Noveno Ejército se trasladó a Arlon, donde se inauguró el 2 de octubre, y dos días después, el Noveno Ejército se apoderó del centro del frente del 12.º Grupo de Ejércitos en las Ardenas, entre el Primer y el Tercer Ejército. Moore consideró trasladar la sede a la ciudad de Luxemburgo, pero le informaron que las comunicaciones con el norte no eran seguras. Por eso se sorprendió cuando el cuartel general del 12.º Grupo de Ejércitos se trasladó allí. El 10 de octubre, Simpson recibió la noticia de que el Noveno Ejército iba a tomar el control del sector norte del frente del 12.º Grupo de Ejércitos contiguo al 21.º Grupo de Ejércitos anglo-canadiense del mariscal de campo Bernard Law Montgomery. Previendo que uno de sus ejércitos sería asignado al 21.º Grupo de Ejércitos en algún momento, Bradley prefirió que fuera el Noveno en lugar del Primer Ejército, más insular. Bradley escribió más tarde que: «A diferencia del ruidoso y presumido Tercero y el temperamental Primero, el Noveno se mantuvo extraordinariamente normal». Reflexionando sobre la decisión, Bradley opinó que el estado mayor del Noveno Ejército colaboró con el 21.º Grupo de Ejércitos mejor que el estado mayor del Primer Ejército.
Durante la Batalla de las Ardenas, tanto el Primer como el Noveno Ejércitos fueron transferidos al 21.º Grupo de Ejércitos después de que se cortaran las comunicaciones del 12.º Grupo de Ejércitos con el norte. Cuando Montgomery visitó el cuartel general del Noveno Ejército, su recepción fue cordial y profesional. Moore estableció buenas relaciones con el estado mayor tanto del Primer Ejército del Teniente General Courtney Hodges como del Segundo Ejército Británico del Teniente General Sir Miles Dempsey, pero no fue crédulo: cuando seis de las veintiséis compañías de camiones del Noveno Ejército fueron enviadas para apoyar En el Primer Ejército, Moore asignó un oficial de estado mayor para garantizar su regreso. Fue ascendido a general de división el 12 de abril de 1945.
Por su servicio como jefe de Estado Mayor del Noveno Ejército, Moore recibió la Medalla por Servicio Distinguido del Ejército, dos racimos de hojas de roble a su Legión al Mérito y la Medalla Estrella de Bronce. También recibió órdenes y condecoraciones extranjeras, incluida la Orden de la Corona con palma y Croix de Guerre de Bélgica, la Legión de Honor y Croix de Guerre 1939-1945 de Francia y la Orden de la Bandera Roja de la Unión Soviética. Fue nombrado Gran Oficial de la Orden de Orange-Nassau por los Países Bajos y Comandante Honorario de la Orden del Imperio Británico por el Reino Unido.

## Posguerra
Después de que terminó la guerra en Europa, Moore regresó a los Estados Unidos, donde se convirtió en jefe de Estado Mayor del Segundo Ejército de los Estados Unidos, con base en Memphis, Tennessee, el 1 de octubre de 1945; se trasladó a Baltimore, Maryland, el 5 de junio de 1946. Recibió dos cintas de elogio por este servicio. Su rango de general de división en el ejército de los Estados Unidos terminó el 30 de junio de 1946 y volvió a su rango sustantivo de mayor. Luego se convirtió en subjefe de estado mayor del Segundo Ejército.
Moore sirvió en el cuartel general del Ejército del Pacífico de los Estados Unidos en Fort Shafter, Hawái, del 1 de enero al 28 de febrero de 1947, cuando se convirtió en el Comandante General del Sector Sur allí. Fue ascendido nuevamente a teniente coronel el 12 de junio de 1947. Desde el 12 de mayo de 1948 al 30 de junio de 1950 sirvió en el Estado Mayor del Ejército en Washington D. C. Estuvo al mando de la 10.ª División de Montaña en Fort Riley, Kansas, hasta mayo de 1951, cuando sufrió un caso grave de tuberculosis, y pasó los dos años siguientes en el Hospital del Ejército Fitzsimons.
En abril de 1953, Moore fue nombrado comandante de la Escuela de Guerra del Ejército de los Estados Unidos y volvió a convertirse en general de división. Fue Alto Comisionado de los Estados Unidos en las Islas Ryūkyū de 1953 a 1955, y comandante general del IX Cuerpo de 1955 a 1958. El general Maxwell D. Taylor lo eligió como Subjefe de Estado Mayor del Ejército para Operaciones en junio de 1958. En noviembre de 1959, fue asignado al Cuartel General Supremo de las Potencias Aliadas en Europa (SHAPE), cerca de París, como jefe de personal del comandante supremo, el general Lauris Norstad. Moore fue ascendido a general en abril de 1960. Esta fue su última asignación antes de su jubilación en junio de 1963.

## Últimos años
Moore fue miembro del consejo de investigación de Research Analysis Corp de 1963 a 1969. Su esposa Mildred murió el 25 de septiembre de 1976 y se volvió a casar en abril de 1982 con Anne Ramsey Farrell, la viuda del teniente general Francis William Farrell.
Moore murió de un paro respiratorio el 28 de enero de 1986 en el Centro Médico del Ejército Walter Reed, y fue enterrado en el Cementerio Nacional de Arlington con su primera esposa, Mildred.

## Lectura adicional
- Bradley, Omar (1951). A Soldier's Story (en inglés). Nueva York: Henry Holt. OCLC 981308947.

- Datos: Q6133366
- Multimedia: James E. Moore, Sr. / Q6133366